# Roque de Garachico

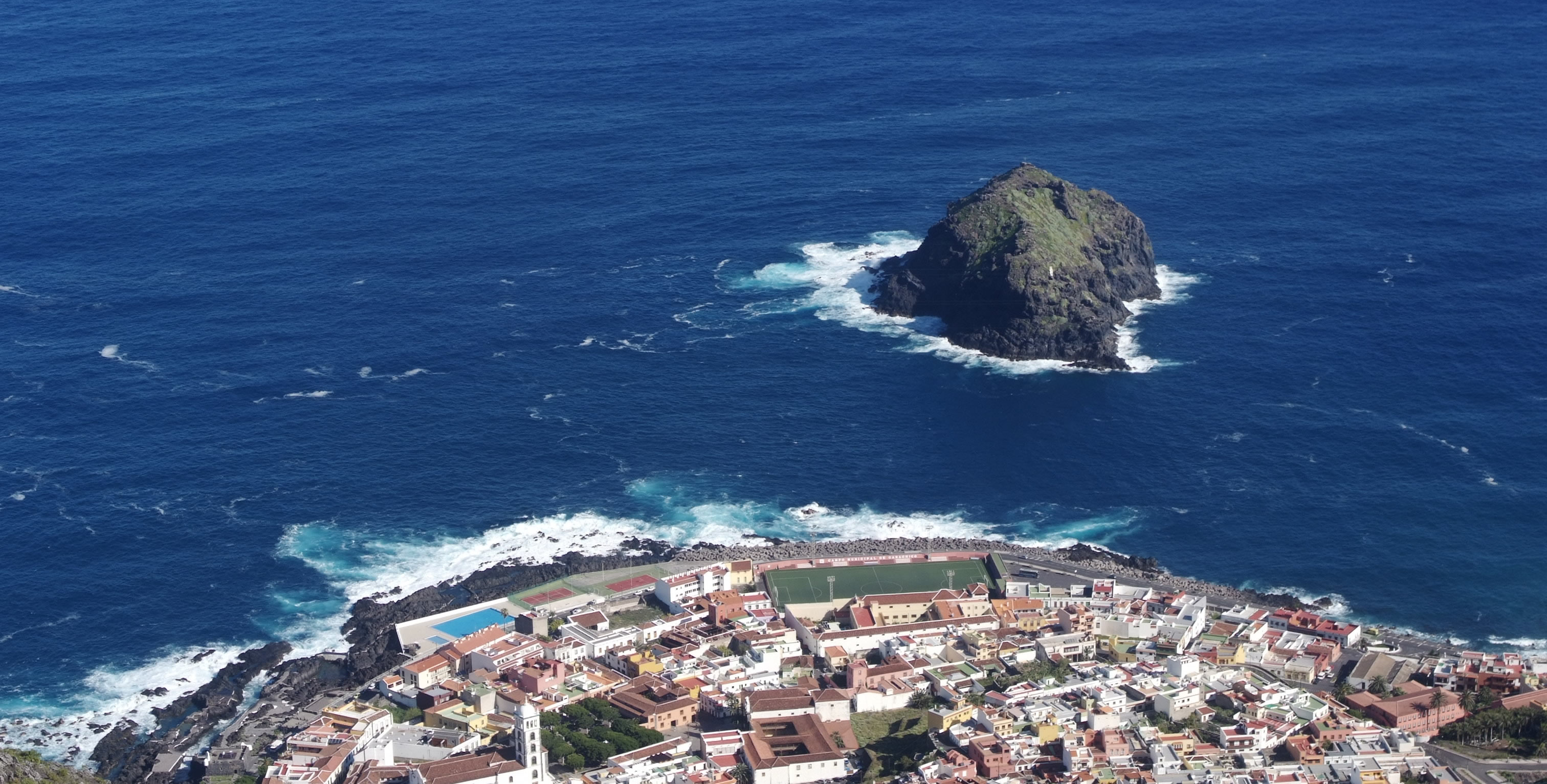

Roque de Garachico är en klippa i Spanien.   Den ligger utanför orten Garachico i kommunen med samma namn på Teneriffa, Kanarieöarna.